# Horton (Gloucestershire)
Horton – wieś w Anglii, w hrabstwie ceremonialnym Gloucestershire, w dystrykcie (unitary authority) South Gloucestershire. Leży 21 km na północny wschód od miasta Bristol i 154 km na zachód od Londynu.